# Mützenich (près Prüm)
Pour les articles homonymes, voir Mützenich.
Mützenich est une municipalité allemande située dans le land de Rhénanie-Palatinat et l'arrondissement d'Eifel-Bitburg-Prüm.